# 星雲社
株式会社星雲社（せいうんしゃ）は、東京都文京区に本社がある、流通責任出版社（書籍の発売代行会社）。
構想社の設立メンバーが創業した関係で、同じビルに構想社（2018年4月清算結了）が入居していた。

## 業務内容
事情によって出版取次との取引口座を持たない中小出版社の流通業務を受託し、取次との交渉、入出金管理、在庫管理、受注対応を代行している。書店に対する訪問営業や注文FAX送付などの販売促進業務は行っていない。これらは「口座貸し」と呼ばれており、口座貸しを利用して出版された書籍の奥付には発行元に出版社名が、発売元に星雲社の名前が書かれる。
同様の業務を行っている出版社は他にもあるが、星雲社は販売促進業務や自社での編集を行っていない。
星雲社は、法人相手の取引であれば(株式会社などの法人形態は問わない)取引を希望するほぼすべての版元に門戸を開いており、取引を拒否することはまれである。個人と取引することはなく、また、原則として自費出版の刊行物を流通させることはできない。東京商工リサーチの調べによると、2010年3月期の売り上げは、30億3千万円、利益は1450万円となっている。

## 星雲社に流通を委託している主な出版社
- アルファポリス
- 彗星社／ブラスト出版
- リベラル社
- みらいパブリッシング
- 風詠社
- パレード
- 日本橋出版
- ブイツーソリューション
- ドリコム
- 波星社
- MUGENUP
- 国際通信社HD
  - 国際通信社HD シナジー総研 - 月刊企業情報雑誌「マスターズ」の発行元
  - 報道通信社 - 月刊経営情報雑誌「アンカー」の発行元
  - USPマネジメント（旧社名現代画報社） - 月刊企業情報雑誌「センチュリー」の発行元
  - 国際通信社HD IED - ウォーゲーム専門誌「コマンドマガジン」の発行元
- 武道ユニオン - フルコンタクトKARATEマガジンの発行元。
- 日本知的障害者福祉協会
- クリピュア
- 現代図書
- 牧歌舎
- 銀河書籍
- AmazingAdventure（アメージング出版）
- きれい・ねっと
- マーキー・インコーポレイティド
- 柏艪舎
- 亜州IR（亜州リサーチ）
- 微風出版
- ほおずき書籍
- ラーニングス
- 青山ライフ出版
- ミスター・パートナー
- つむぎ書房
- ICI．（アイシーアイ出版）
- Pocket island
- アルテ
- 湘南社
- アジア太平洋観光社
- 蕗書房
- 美術の杜出版
- 音美衣杜
- アジェンダ・プロジェクト
- グローヴィス
- BJエディターズ
- キクロス出版
- 総合教育出版
- スペース伽耶
- はるか書房
- 桜の花出版
- 英智舎
- ステキブックス
- サード・ライン・ネクスト
- リンケージ・パブリッシング
- エベレスト出版
- 櫂歌書房
- いなほ書房
- ホクソム
- アートジャーナル社
- 三楽舎プロダクション
- でくのぼう出版
- フィネス
- 沐日社
- フリープレス
- ミネムラ新日本文芸協会オメガ
- 山中企画
- みやび出版
- 開発サービス
- 教育図書21
- 献文舎
- TLS出版社
- エーエスシー
- 知玄舎
- オルク
- 道義主義財団（道義出版）
- 青垣出版
- プリズムBOOKS
- フリードゲート
- ライティング
- コンテンツ
- 白秋社
- ホシツムグ
- オリーブの木
- st-YOLO
- 博進堂
- 翔雲社
- エスアイビー・アクセス
- イマージュ
- 杉並けやき出版
- 草土出版
- アイシーメディックス
- オーエムエス出版
- 企業開発センター
- 平成出版Ｇ
- みなみ出版
- ナガオ考務店
- シーズ・プランニング
- 中央通信社
- ビネバル出版
- 出版最前線
- 太陽への道社 - 緑の党系列の出版社

## 同業他社
- サンクチュアリ・パブリッシング - 自社でも出版を行うが、流通受託業務も盛んに行っている[1]。星雲社が行わない販売促進業務も行っている。同社も創業期に星雲社に流通を委託していた。
- 日販アイ・ピー・エス - 出版流通代行事業を行う
- メディア・パル - 出版物の発売代行会社
- 出版文化社 - 共同出版事業部で出版流通代行を行う
- インプレス - パートナー出版事業で出版流通代行を行う
- 地方・小出版流通センター